# كارل هولتزمان
كارل هولتزمان (بالألمانية: Carl Holtzmann) (و. 1811 – 1865 م) هو فيزيائي، وأستاذ جامعي من ألمانيا . ولد في كارلسروه.
توفي في كارلسروه ، عن عمر يناهز 54 عاماً.

## مناصب وهيئات
أدار جامعة شتوتغارت.